# 그래 가끔 하늘을 보자
"그래 가끔 하늘을 보자"는 1990년에 개봉한 대한민국의 영화이다.

## 캐스팅
- 이미연
- 김보성
- 변우민
- 전미선
- 최진영
- 김보라나ㅡ연지후 역
- 공형진
- 이범수